# Il ritratto di Elsa Greer
Il ritratto di Elsa Greer (titolo orig. Five Little Pigs) è un romanzo poliziesco dalla scrittrice inglese Agatha Christie, pubblicato nel maggio 1942 negli Stati Uniti (col titolo Murder in Retrospect) e nel gennaio 1943 in Gran Bretagna. Il titolo inglese, ovvero Cinque piccoli porcellini, è tratto da una filastrocca; Christie era avvezza all'utilizzo di citazioni da opere letterarie, usate per indicare e dare senso alla storia, come in Dieci piccoli indiani e Tre topolini ciechi.
Nella storia compare Hercule Poirot, che sta investigando su cinque persone circa un delitto commesso sedici anni prima. Caroline Crale morì in carcere dopo esser stata ingiustamente condannata per l'omicidio del marito, Amyas Crale, tramite avvelenamento. Nella sua ultima lettera dalla prigione, proclamava la sua innocenza. La figlia, Mary Lemarchant, chiede a Poirot di riaprire questo cold case, basandosi sui ricordi delle persone più vicine alla coppia.

## Trama

### Introduzione
Protagonista è Hercule Poirot, che dovrà risolvere un omicidio commesso 16 anni prima, per il quale fu già trovato un colpevole. I sospettati di quest'omicidio sono cinque, ovvero i cinque porcellini del titolo originale. Districandosi fra i ricordi e le ricostruzioni dei cinque sospettati, Poirot riuscirà a dimostrare che le ragioni che condussero all'omicidio non sono quelle finora accettate da tutti e considerate la verità. L'investigatore belga dimostra compiutamente una delle tesi che sono alla base del suo lavoro d'investigazione, ovvero che la verità non si vede con gli occhi del corpo, ma con gli occhi della mente.

### Intreccio
Sedici anni dopo che una donna è stata condannata per l'omicidio del marito, sua figlia, Caroline “Mary” Lemarchant (nell’edizione originale, Carla), chiede a Poirot di riaprire il caso. Il celebre investigatore si getta ottimisticamente nell'indagine, ma dopo poco si rende conto che il caso è più complesso e oscuro rispetto a quanto credeva.
Mary sta per sposarsi, ma ha paura che l'uxoricidio commesso dalla madre sedici anni prima comprometta l'affetto che il futuro marito prova per lei, magari spingendolo a credere che la ragazza abbia ereditato l'istinto omicida della donna. In più, Mary si ricorda che sua madre non le nascondeva mai la verità, e che si professava innocente. Tutto questo porta la giovane a rivolgersi al celebre investigatore Poirot, per chiedergli di dimostrare l'innocenza della madre.
Il padre di Mary, il pittore Amyas Crale, è stato ucciso con la coniina, un veleno, rubato dal laboratorio di Meredith Blake, apparentemente dalla madre di Mary, Caroline Crale. Caroline ha confessato di averla presa, la voleva usare per uccidersi. Il veleno, comunque, è finito nel bicchiere di birra che ha bevuto Amyas, dopo aver detto “Tutto ha un sapore strano, oggi”. Sia il bicchiere che la bottiglia di birra fredda gli erano stati portati da Caroline. Il suo movente per l'omicidio era lampante: la giovane modella e amante di Amyas, Elsa Greer, le aveva rivelato che il pittore stava per divorziare per sposarla. Questo era abbastanza strano, dato che Amyas aveva sempre avuto molte amanti, ma non aveva mai espresso la volontà di lasciare Caroline.
Poirot paragona i possibili colpevoli a cinque maialini: Elsa (adesso Lady Dittsham), Meredith, Philip (fratello di Meredith), Cecily Williams (la governante di Alderbury, la vecchia casa dei Crale) e Adrienne, la sorellina più piccola di Caroline. Mentre Poirot ascolta i loro racconti durante la prima parte del libro, sembra chiaro che nessuno dei cinque sospettati avesse dei validi motivi per volere la morte di Amyas e, anche se le loro rispettive versioni sono leggermente diverse l'una dall'altra, non c'è motivo di credere che il verdetto di colpevolezza di Caroline fosse errato.
Le differenze sono sottili. L'ostilità di Philip Blake per Caroline è anche troppo palese per essere genuina. Meredith Blake fa dei commenti poco positivi su Amyas, e simpatizza con Caroline. Elsa sembra priva di emozioni, come se la storia con il pittore l'abbia lasciata senza sentimenti, a parte l'odio nei confronti di Caroline. Cecily, la governante, spiega la relazione tra Adrienne e Caroline, e si dice convinta che l'assassina fosse davvero Caroline. Adrienne, infine, crede che la sorella sia innocente, ma è in possesso di una lettera di Caroline scritta dopo l'omicidio, che non contiene nessun riferimento alla sua presunta non colpevolezza, e questo fa dubitare Poirot per la prima volta.
Nella seconda parte della storia, Poirot chiede ai suoi cinque sospettati di scrivere un resoconto della giornata del delitto, cosa che gli fa raccogliere innumerevoli piccoli particolari che sono importanti per la risoluzione del caso. In primo luogo, una serie di prove incrimina Adrienne. Secondariamente, Cecily ha visto Caroline togliere delle impronte dalla bottiglia di birra, mentre era vicina al cadavere. Come terza cosa, c'è stata una conversazione tra Caroline e Amyas, che volgeva sull'uomo che aveva “preparato le cose per la ragazza” (forse per il rientro a scuola di Adrienne). Ultima cosa importante, Elsa ha sentito un'animata discussione tra moglie e marito in cui Amyas diceva a Caroline che voleva il divorzio.
Poirot scopre tutti gli intrecci sentimentali della vicenda. Philip Blake amava Caroline, ma il rifiuto di lei ha trasformato il suo sentimento in odio. Meredith Blake invece nutriva dei sentimenti per Elsa Greer, anche questi non corrisposti. Mettendo insieme tutte le prove contro Adrienne (aveva l'opportunità di rubare il veleno la mattina del crimine, aveva messo in passato del sale nel bicchiere di Amyas per scherzo, è stata vista riempire la bottiglia di birra prima che Caroline la portasse al marito), viene dimostrato che Caroline avesse creduto che la vera colpevole fosse la sorella. Questo spiega perché Caroline, nella sua lettera, non facesse riferimento alla sua innocenza, dando per scontato che Adrienne, la colpevole, sapesse già qual era la verità, e perché la donna non si fosse difesa minimamente nell'aula di tribunale. In più, Caroline da piccola ha procurato una grossa cicatrice sul volto di Adrienne, e si è sempre sentita colpevole per questo, quindi si è presa la colpa dell'omicidio per espiare la sua colpa.
Le azioni di Caroline, comunque, dimostrano la sua innocenza: togliere le impronte dalla bottiglia dimostra che lei credeva che il veleno fosse sulla bottiglia, mentre invece era nel bicchiere. In più, lei era stata mandata dal marito a prendere la bottiglia, quindi non c'era bisogno che cancellasse le impronte, se non per coprire un'altra persona. 
In ogni caso la colpevole non è neanche Adrienne. Tutte le prove contro la ragazza si spiegano come un suo tentativo di fare un altro scherzo ad Amyas, e in laboratorio aveva rubato solo della valeriana, cosa che poi si era scordata di aver fatto.
La vera assassina è Elsa. Amyas era interessato a lei solo ed esclusivamente in virtù del ritratto che le stava facendo, una volta finito l'avrebbe scaricata, come faceva sempre con le sue modelle, e faceva finta di volere lasciare la moglie solo per tenere buona la ragazza, facendo irritare così Caroline per il comportamento scorretto che lui teneva nei confronti della ragazza. La frase “fare le valigie alla ragazza” non si riferiva ad Adrienne (perché Amyas si sarebbe dovuto preoccupare di fare un lavoro da donne, avendo a disposizione sua moglie e la governante?), ma alle cose di Elsa. Caroline, una volta capito che Amyas non aveva nessuna intenzione di lasciarla, gli dice che si sta comportando malissimo con Elsa. Dopo che Elsa origlia una conversazione della coppia, capisce che Amyas non lascerà mai la moglie, e allora si ricorda di aver visto Caroline prendere la coniina il giorno prima e, con uno stratagemma, ruba anche lei un po' di quel veleno. Elsa poi mette il veleno nella prima birra, calda, che porta ad Amyas, ed è molto contenta di scoprire che poi Caroline gliene ha portata un'altra, complicando così la sua posizione. (Quando Caroline ha portato ad Amyas la birra e lui ha esclamato “Oggi tutto ha un sapore strano”, si voleva riferire a quella portatagli da Elsa).
La risoluzione di Poirot soddisfa sia Mary che il suo fidanzato ma, come lo costringe ad ammettere Elsa, non può essere provata in tribunale. Poirot afferma che, nonostante sappia benissimo che le sue possibilità di farla finire in prigione sono quasi nulle, farà comunque tutto quello che può per riabilitare la memoria di Caroline. Privatamente, però, Elsa confida all'uomo di essere stata sconfitta. Caroline, pensando di aver salvato la sorella, è andata in prigione senza protestare, dove è morta poco dopo. La vita di Elsa da allora è diventata sempre più vuota e priva di emozioni.

## Personaggi
Personaggi Principali:
- Hercule Poirot, famoso investigatore
- Caroline “Mary” Lemarchant[3], ragazza alla ricerca della verità e figlia di Caroline e Amyas
- Amyas Crale, pittore e marito defunto di Caroline
- Caroline Crale, moglie di Amyas e accusata ingiustamente della sua morte

I Cinque Porcellini
Poirot associa i cinque sospettati del romanzo a una filastrocca che racconta di 5 porcellini:
- Philip Blake (Il porcellino che andava al mercato), uomo d'affari
- Meredith Blake (Il porcellino che se ne stava a casa), erborista dilettante
- Elsa Greer (Il porcellino che mangiava l’arrosto), la donna del ritratto e Lady Dittisham
- Cecily Williams[4] (Il porcellino che non aveva niente), governante di Alderbury e istitutrice di Adrienne
- Adrienne Warren[5] (Il porcellino che gridava ahi… ahi… ahi), esploratrice e sorellastra di Caroline Crale

Altri:
- Hale, ex sovrintendente di polizia
- George Mayhew, avvocato
- Sir Montague Depleach, avvocato difensore
- Quentin Fogg, avvocato
- Lord Dittsham, marito di Lady Dittisham
- John Rattery, fidanzato di Mary Lemarchant

## Adattamento teatrale
Nel 1960 Agatha Christie adattò Il ritratto di Elsa Greer nella pièce Go Back for Murder (pubblicata in Italia con il titolo Delitto retrospettivo), debuttata ad Edimburgo e poi trasferita al Duchess Theatre del West End londinese, dove riscontrò scarso successo e rimase in cartellone per 37 rappresentazioni. Il testo teatrale fu pubblicato per la prima volta nel 1978.
Nel riadattare il proprio romanzo per le scene, la Christie eliminò il personaggio di Poirot, riassegnando il ruolo svolto dal celebre investigatore nel libro al giovane avvocato Justin Fogg, il figlio dell'avvocato di Caroline Crale. A differenza del romanzo, nell'opera teatrale il fidanzato di Mary è un fastidioso americano fortemente contrario al fatto che lei faccia riesaminare il caso e alla fine Mary lo lascia per mettersi con Fogg.

## Edizioni italiane
- Il ritratto di Elsa Greer, traduzione di Alberto Tedeschi, Collana I Libri Gialli. Nuova serie n.16, Milano, Mondadori, novembre 1946. - I Classici del Giallo Mondadori n.291, aprile 1978; Prefazione e postfazione di Claudio Savonuzzi, Collana Oscar n. 1166 (Oscar Gialli n.55), Mondadori, marzo 1980; in Hercule Poirot, Milano, CDE, 1987.
- Il ritratto di Elsa Greer, in Poirot, traduzione di Beata Della Frattina, a cura di Marco Polillo, Collana Omnibus Gialli, Milano, Mondadori, 1985. - I Classici del Giallo Mondadori n.563, agosto 1988; Edizione illustrata e annotata, Presentazione di Gianni Rizzoni, Collezione Agatha Christie, Milano, CDE, 1994; Collana Oscar Scrittori del Novecento n.1513, Mondadori, gennaio 1996; I Classici del Giallo Mondadori n.952, aprile 2002; Collana Oscar Moderni, 2020, ISBN 978-88-047-2813-9.